# Знаменское (Чамзинский район)
Знаменское — село в Чамзинском районе Мордовии. Входит в состав Мичуринского сельского поселения.

## История
В 1960 году указом Президиума Верховного Совета РСФСР село Мертовщина переименовано в Знаменское.

## Население
| 2002 | 2010 |
| ---- | ---- |
| 198  | ↘173 |